# Terre autochtone

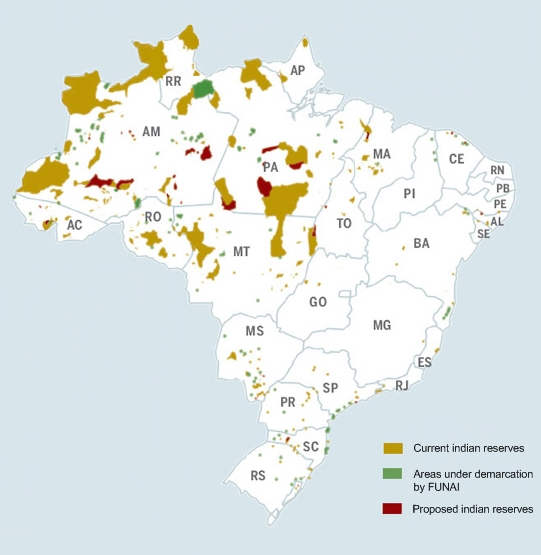
Carte des territoires indigènes du Brésil en 2008 :
existants
en cours de création
proposés

Une terre autochtone ou terre indienne, en portugais Terra Indígena, est un territoire du sol brésilien habité et possédé par les peuples indigènes du Brésil. Ces territoires sont prévus par la Constitution brésilienne de 1988 qui garantit aux autochtones un droit inaliénable de vivre sur leurs terres ancestrales et d'en être les propriétaires.
Il en existe 672 couvrant 13 % de la superficie du Brésil et regroupant 0,41 % de sa population. Ils sont principalement situés dans le bassin amazonien, où se trouvent aussi les plus étendus, ainsi que dans le Sud du pays.

## Processus de création
- existants
- en cours de création
- proposés

## Statut et administration

### Doctrine de l'indigenato
Dans le droit colonial portugais, la doctrine de l'indigenato désigne le titre des autochtones sur les terres qu'ils occupent traditionnellement. Aujourd'hui, ce concept est encore utilisé dans le contexte du droit indigéniste brésilien.
Au titre de l'indigenato, les Indiens brésiliens se voient reconnaître des droits sur les terres.
Ces droits sont inscrits à l'article 231 de la Constitution brésilienne de 1988 en ces termes : " Sont reconnus aux Indiens […] les droits originaires sur les terres qu’ils occupent traditionnellement".